# Sándor Júlia (színművész)
Sándor Júlia névvariáns: Sándor Juli (Budapest, 1970. november 7. – 2022. december 11.) magyar színésznő.

## Életpályája
Színitanulmányait az Arany János Színház stúdiójában végezte.  1991-től 2005-ig a nyíregyházi Móricz Zsigmond Színház társulatának tagja volt. Játszott a Kisvárdai Várszínházban is. 2006-tól szabadúszóként dolgozott.

## Fontosabb színházi szerepei
- William Shakespeare: Tévedések vígjátéka... Adriana (Efezusi Antipholus felesége)
- William Shakespeare: Szentivánéji álom... Hermia (Égeus leánya, szerelmes Lysanderbe)
- William Shakespeare: Ahogy tetszik... Juci, parasztlány
- Bertolt Brecht: A szecsuáni jólélek... Jang asszony, Szun anyja
- Bertolt Brecht: Koldusopera... Lucy, Tigris Brown lánya
- Aiszkhülosz – Euripidész – Szophoklész: Test-vér-harc... szereplő
- Thornton Wilder: Hajszál híján... Gladys
- Nyikolaj Vasziljevics Gogol: A revizor... Marja
- Fjodor Mihajlovics Dosztojevszkij – Tasnádi Csaba: Férj az ágy alatt... Juliette
- Georges Feydeau: Bolha a fülbe... Antoinette
- Jonathan Swift: Gulliver az óriások földjén... Durungláb királyné
- Grimm fivérek: Jancsi és Juliska... Juliska
- Gerhart Hauptmann: A bunda... Adelheid
- Bohumil Hrabal: Gyöngéd barbár... Cigánylány
- Colin Higgins: Maude és Harold... Sylvia Gasel
- Dale Wasserman: La Mancha lovagja... Fermina
- Joseph Stein – Jerry Bock: Hegedűs a háztetőn... Sprince, Tevje és Golde lánya
- Peter Stone: Senki sem tökéletes avagy nincs, aki hűvösen szereti... Glédisz
- Urs Widmer: Top Dogs... Judith
- Roger O. Hirson – Stephen Schwartz: Pippin... Gottamund
- Alfonso Paso: Hazudj inkább, kedvesem!... Rosa
- Ivo Krobot: Harlekin milliói... Kedves nővérke
- Stephen Poliakoff: A természet lágy ölén... szereplő
- Ivan Kušan: Galócza... Tonka, Borisz húga
- Anthony Marriott – Alistair Foot: Csak semmi szexet kérem, angolok vagyunk!... Barbara
- Szigligeti Ede: Liliomfi... Erzsi
- Szigeti József: A vén bakancsos és fia a huszár... Lidi
- Tóth Ede: A falu rossza... Csapóné
- Bródy Sándor: A tanítónő... A kántorkisasszony
- Heltai Jenő: Szépek szépe... Panci
- Füst Milán: A sanda bohóc... Aglája szűz
- Molnár Ferenc: Úri divat... Elégedetlen hölgy
- Illyés Gyula: Szélkötő Kalamona... Palkó anyja; Kalamona felesége; Ördög; Malac
- Móricz Zsigmond – Miklós Tibor – Kocsák Tibor: Légy jó mindhalálig... Viola
- Szép Ernő: Vőlegény... Duci
- Kárpáti Péter: Pájinkás János... Annya
- Szákás Tóth Péter: Mihasznák... Anya
- Zágon István – Nóti Károly: Hyppolit, a lakáj... Julcsa
- Nóti Károly: Nyitott ablak... Erzsi
- Csukás István: Ágacska... Pösze egér
- Nemes Nagy Ágnes: Bors néni... Lackó
- Romhányi József: Hamupipőke... Első galamb, madár
- Békés Pál: A félőlény... szereplő
- Kornis Mihály: Halleluja... szereplő
- Bán Zoltán András(Kompolthy Zsigmond): Egy cziffra nap... Énekesnő
- Szilágyi Andor: Leánder és Lenszirom... Csibecsőr, Lenszirom társalkodónője
- Zerkovitz Béla: csókos asszony... Hunyadyné
- Fenyő Miklós – Tasnádi István: Made in Hungária... Hella, a baráti NDK-ból
- Kacsóh Pongrác: János vitéz... Iluska
- Szirmai Albert – Bakonyi Károly – Gábor Andor: Mágnás Miska... Marcsa

## Filmek, tv
- Szereposztás (sorozat)

- A válogatás című rész (1991)
- Georgina című rész (1991)
- Kösszép (sorozat)

- Kellene egy lány című rész (1992)
- Egy kétbalkezes nap című rész (1992)
- Senkiföldje (1993)
- Witman fiúk (1997)
- 7-es csatorna (sorozat) (1999)
- Kisváros (sorozat)

-Gyilkos szerep 1–2. rész (2001)
-Gyilkos hírek 2. rész (2001)
- Anya és lánya 1. rész (2001)
- Ópium: Egy elmebeteg nő naplója (2007)